# Emilie Tagliana

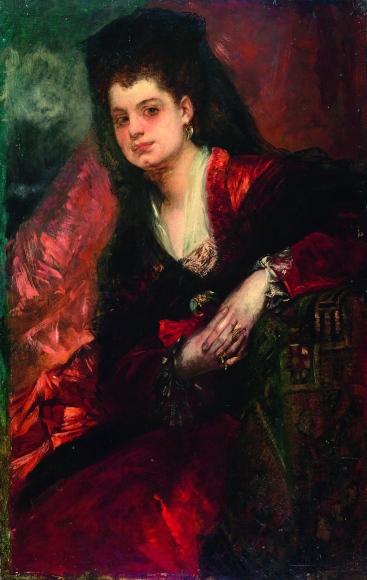
Emilie Tagliana, Gemälde von Hans Makart (1840–1884)

Emilie Tagliana, auch Emilia Tagliana (1854 in Mailand, Italien – nach 1902) war eine italienische Opernsängerin (Koloratursopran) und preußische Kammersängerin.

## Leben
Sie erhielt ihre Ausbildung am Konservatorium ihrer Vaterstadt und vervollkommnete sie bei Giovanni Battista Lamperti. Ihre ersten Bühnenversuche machte sie in Italien, später trat sie in Paris und Odessa auf, und schon damals errang sie große Erfolge. Als namhafte Koloratursängerin kam sie nach Wien, um hier bei Hans Richter weiter zu studieren. Sie entwickelte sich künstlerisch immer weiter und folgte 1877 einem Ruf an das Hofoperntheater in Berlin. Dort erwarb sie rasch die allgemeine Sympathie und wurde der Liebling des Theaterpublikums. In Berlin kreierte sie auch die „Carmen“ unter außerordentlicher Anerkennung. Nach mehrjähriger Tätigkeit verließ sie Berlin, begab sich zuerst nach Italien und zog sich bald darauf von der Bühne gänzlich zurück. Sterbeort und -datum sind unbekannt.